# Josep María Martí
Josep Maria Martí Sobrepera, més conegut com a Pepe Martí, és un pilot d'automobilisme català nascut a Barcelona el 13 de juny de 2005. Va ser tercer del Campionat d'Espanya de F4 el 2021 i subcampió de la Fórmula Regional Asiàtica el 2022. Des de 2022 corre en el Campionat de Fórmula 3 de la FIA amb Campos Racing.
Fill de Josep Maria Martí Escursell i Montse Sobrepera.
Està representat per Fernando Alonso.

## Carrera
Martí va començar la seva carrera automobilística en el karting el 2016. Va guanyar la categoria Júnior del Campionat d'Espanya de Karting el 2019. L'any següent va córrer en el Campionat Mundial de Karting, on va finalitzar setè en la classe OK.
Al desembre de 2020, va fitxar per Xcel Motorsport per a fer el seu debut en monoplaces en la Fórmula 4 de la Unió dels Emirats Àrabs el 2021. Es va situar en la setena posició en el Campionat de Pilots. Al gener del mateix any, va signar amb Campos Racing per a disputar el Campionat d'Espanya de F4. Va obtenir dues victòries a la ronda d'Aragó.
Per a l'any 2022, va fitxar per Pinnacle Motorsport per a disputar el Campionat de Fórmula Regional Asiàtica des del 22 de gener al 20 de febrer, i va renovar amb Campos Racing per a disputar la temporada 2022 del Campionat de Fórmula 3 de la FIA a partir del 19 de març. En el primer campionat va obtenir cinc podis en les quinze carreres que va disputar, sense poder guanyar, però no li va impedir aconseguir el subcampionat darrere del monegasc Arthur Leclerc. En el segon, no va aconseguir resultats destacats i solament aconseguiria puntuar en la penúltima carrera de la temporada disputada a Monza. Va acabar vint-i-cinquè en el campionat amb aquests dos punts.
En la primera carrera de la temporada 2023 del Campionat de Fórmula 3 de la FIA, va obtenir la seva primera victòria i volta ràpida en la categoria amb Campos Racing a Bahrain.

## Resum de carrera
| Temporada | Categoria                                     | Equip               | Carreres | Victòries | Poles | VR | Podis | Punts | Pos. |
| --------- | --------------------------------------------- | ------------------- | -------- | --------- | ----- | -- | ----- | ----- | ---- |
| 2021      | Campionat de EAU de Fórmula 4                 | Xcel Motorsport     | 19       | 1         | 1     | 0  | 4     | 135   | 7.º  |
| 2021      | Campionat d'Espanya de F4                     | Campos Racing       | 21       | 2         | 3     | 4  | 9     | 196   | 3r   |
| 2022      | Campionat de Fórmula Regional Asiàtica        | Pinnacle Motorsport | 15       | 0         | 0     | 2  | 5     | 158   | 2n   |
| 2022      | Campionat de Fórmula 3 de la FIA              | Campos Racing       | 18       | 0         | 0     | 0  | 0     | 2     | 25.º |
| 2022      | Masters Endurance Legends - G2/P3             | Duqueine            | 2        | 2         | 2     | 2  | 2     | ?     | ?    |
| 2023      | Campionat de Fórmula Regional de Mitjà Orient | Pinnacle VAR        | 12       | 2         | 0     | 0  | 2     | 79    | 7.º  |
| 2023      | Campionat de Fórmula 3 de la FIA              | Campos Racing       | 18       | 3         | 2     | 4  | 4     | 115   | 5.º  |
| Font:     |                                               |                     |          |           |       |    |       |       |      |